# Liga de Mundos Libres
La Liga de Mundos Libres es uno de los cinco Estados Sucesores de la Esfera Interior, región del espacio conocido en el universo de ficción de BattleTech. El más antiguo de los Estados Sucesores, también fue el más democrático, aunque durante gran parte de su historia fue gobernado bajo la ley marcial por un Capitán General. Este cargo, por costumbre, si no por ley, casi siempre lo ocupaba un miembro de la Casa Marik, descendientes de la nobleza austrohúngara. La Liga de Mundos Libres es mercantil y multicultural, con fuertes influencias europeas, asiáticas, americanas e indias. También ofreció tradicionalmente una gran autonomía a las regiones que la componen, lo que sirvió como fuente de fuerza y debilidad para la Liga. 

## Historia
La Liga de Mundos Libres se fundó en 2271 con la firma del Tratado de Marik entre la República de Marik, la Federación de Oriente y el Principado de Regulus. La nueva nación se unió cuando conquistó Comunalidad de Stewart en 2293.
La Liga encontró oponentes más duros en la Confederación de Capela y la Mancomunidad de Lira. La Liga luchó contra los Capelenses por Andurien y los mundos cercanos una y otra vez. La Era de la Guerra comenzó como un conflicto sobre Andurien, y la paz que terminó con la Tercera Guerra de Andurien allanó el camino para la creación de la Liga Estelar.
La Casa Marik se enorgullecía de la Liga Estelar, pero fue destruida en el golpe de Estado de Amaris. Los cinco Estados Sucesores pelearon tres Guerras de Sucesión desde 2785 hasta 3025 para determinar quién se convertiría en el próximo Primer Señor, cada conflicto menos decisivo que el anterior. La Liga se vio obligada a mantenerse al margen de los conflictos de principios del siglo 31 debido a problemas internos, incluida la Guerra Civil Marik y la Crisis de Andurien.
La Invasión de los Clanes resultó ser una bendición para los la Liga de los Mundos Libres, ya que su industria proporcionó el material de guerra que las otras potencias de la Esfera Interior necesitaban para enfrentar a los Clanes. Incluso cuando el capitán general Thomas Marik lanzó una invasión punitiva en 3057 por la muerte de su hijo, la Liga obtuvo una rápida victoria y regresó a la paz.
La Jihad de la Palabra de Blake destrozó los Mundos Libres, tanto desde dentro como desde fuera. Las provincias lucharon entre sí y se separaron en la década de 3080, aunque todavía se unieron para la defensa mutua. En 3139, Jessica Marik reunió algunas de las antiguas provincias de Free Worlds bajo su liderazgo.
En 3148, la Liga renacida enfrentó invasiones de la Hegemonía Mariana, Feudos de Regulus y el Ducado de Andurien, logrando derrotarlos a todos e invadir los Feudos de Regulus. El estado se rindió a la Liga de Mundos Libres tras una invasión que fue provocada por el asesinato de Jessica Marik. A los Feudos de Regulus se les concedió un estatus provisional dentro de la Liga por un período de diez años, después del cual se les permitiría solicitar la membresía completa. Para entonces, Andurien era la única provincia anterior de la Liga que aún estaba fuera de la nueva.

## Fuerzas Armadas
A lo largo de su historia, el ejército de la Liga de Mundos Libres reflejó el de su gobierno. Superficialmente bajo el control del Parlamento, las FWLM respondian ante el capitán general, con el grupo de Coordinación y Comando Central de la Liga (LCCC) emitiendo órdenes en su nombre. A lo largo de la frontera con los estados de Lira y Capela había distritos militares, cada uno comandado por un mariscal, que cumplía con las directivas de la LCCC y ejercía una amplia autoridad para responder a las incursiones enemigas.
Sin embargo, solo una fracción de las FWLM eran tropas federales o fuerzas de la Liga, responsables (y leales) solo ante el capitán general y la LCCC y financiadas por el gobierno federal. El resto eran tropas provinciales, levantadas, equipadas y organizadas por cada provincia para su propia autodefensa. En tiempos de necesidad, los ejércitos provinciales se podían reunir y poner bajo el mando del Capitán General, pero a partir del siglo XXX este derecho comenzó a cuestionarse. Con la aprobación de la Ley de Defensa Nacional, cualquier provincia que pudiera reunir una mayoría en el Parlamento podría declarar que hasta las tres cuartas partes de sus fuerzas provinciales no estaban disponibles, restringiendo severamente las operaciones de las FWLM. Los aumentos en el número de tropas federales y los poderes del Capitán General finalmente culminaron en la Ley de Reorganización Militar de 3046, que eliminó oficialmente la división federal-provincial y colocó todas las unidades bajo la autoridad de la LCCC.
Las Fuerzas Armadas de la Liga de Mundos Libres pusieron un gran énfasis en las tácticas de armas combinadas, con casi todos sus regimientos con una gran cantidad de infantería, armaduras y activos aeroespaciales, así como una de las armadas más grandes de la Esfera Interior. Sin embargo, el enfoque en los BattleMechs existía dentro de sus regimientos de élite, incluidos los Caballeros de la Esfera Interior. 

## Gobierno
El gobierno de la Liga de Mundos Libres era ostensiblemente una república federal, con cada provincia acordada una medida de autogobierno mientras que el Parlamento representativo servía como la autoridad federal suprema, aunque durante gran parte de su historia operó bajo la ley marcial de un Capitán. General. La membresía dentro del Parlamento estaba determinada por la cantidad de impuestos pagados al Tesoro, aunque a cada provincia se le garantizaba al menos un miembro del Parlamento (MP). Los distritos parlamentarios se basaban en la riqueza, la población y otros factores, y la Corte Suprema supervisaba la redistribución de distritos cada diez años. La mayoría de los diputados fueron determinados a través de principios democráticos, aunque dada la amplia variedad de gobiernos planetarios y tradiciones dentro de la Liga, desde dictaduras militares hasta teocracias, eso no fue válido para todos. Esta mezcla de autoridades regionales y federales, con algunas personas que ocupan múltiples puestos dentro de las capas superpuestas de burocracia, condujo a una lucha continua por la prominencia.
A nivel federal, una lucha por el poder entre el legislativo (Parlamento) y el ejecutivo (el capitán general) existió casi tan pronto como se formó la nación. El dominio relativo de ambos bandos aumentó y disminuyó a lo largo de los siglos, aunque, en general, el capitán general adquirió cada vez más autoridad.

### Parlamento
Según el Tratado de Marik, el Parlamento era el órgano de gobierno supremo de la Liga de Mundos Libres. El parlamento tiene el poder de aprobar leyes, crear impuestos y decidir sobre las asignaciones. En cada período de sesiones de dos años, el Parlamento elige un presidente, que luego nombra a los ministros para supervisar las nueve agencias federales: Comunicaciones, Defensa, Energía, Relaciones Exteriores, Servicios Humanos, Inteligencia, Justicia, Fiscalidad y Comercio. Estos nombramientos también tienen que ser ratificados por el Parlamento, aunque en comparación con las luchas por la Presidencia, muchos de estos votos fueron superficiales. El presidente y nueve ministros formaron el Consejo de la Liga, que gozaba de amplios poderes. Aunque cualquier diputado puede presentar cualquier proyecto de ley, la tradición dicta que solo el Consejo de la Liga presenta tratados, propuestas presupuestarias y proyectos de ley de presupuestos. Además, los miembros del Consejo de la Liga tienen garantizada una audiencia por parte del Parlamento, por lo que es más probable que se voten sus propuestas. Según el Acta de Incorporación, al menos uno de los nueve ministros tiene que provenir de cada una de las tres provincias fundadoras de la Liga, lo que a menudo ha servido como fuente de conflicto.
Además del cuerpo parlamentario principal, la Liga también tiene la cámara de los Señores del Reino, un cuerpo compuesto por nobles que eran al menos gobernantes planetarios. Este organismo funciona como asesor del Parlamento y no tiene derecho a voto. A los Lores no se les paga por su servicio, por lo que pocos eligen asistir a alguna sesión salvo que sea de su particular interés. No obstante, la prominencia de los miembros y su presencia en la corte asegura que los Lores reciben más atención de los medios de comunicación que la importancia que el cuerpo realmente tiene.

### Capitán General
Constitucionalmente, el capitán general solo tenía el poder de supervisar los asuntos militares cuando así lo designaba el Parlamento. El Capitán General originalmente tenía un mandato de un año que podía renovarse indefinidamente. Sin embargo, ocho siglos de actos parlamentarios dieron como resultado un poder mucho mayor para el capitán general.
La Casa Marik tenía un dominio absoluto sobre el puesto de Capitán General, aunque no había ninguna autoridad constitucional detrás de eso, solo un precedente histórico. Sólo se nombraron dos Capitanes Generales que no pertenecían a la familia Marik, y ambos fueron desastrosos. La Ley de Sucesión de 2310 esencialmente permitió a la Casa Marik la posibilidad de seleccionar a un miembro de su familia para que fuera el capitán general.
La formación de la Liga Estelar convirtió al Capitán General en un puesto permanente. Debido a un acuerdo con la Casa Cameron, que gobernaba en la Hegemonía Terráquea y era la familia que ocupaba el puesto de primer señor de la Liga Estelar, el capitán general de la familia Marik fue reconocido como el Señor del Consejo de la Liga de Mundos Libres en el Alto Consejo de la Liga Estelar. Tras la caída de la Liga Estelar, el Parlamento aprobó la Resolución 288, que otorgaba al Capitán General amplios poderes "mientras durara la crisis". Estos poderes incluían la capacidad de convocar y destituir al Parlamento, la autoridad suprema sobre las Fuerzas Armadas de la Liga de Mundos Libres, el derecho a elegir al sucesor y la autoridad para nacionalizar industrias asociadas con la producción militar.
Dos leyes aprobadas en la década de 3030 le dieron al Capitán General un poder sin precedentes. La Ley de Emergencia Interna de 3030 se aprobó en respuesta a la Secesión de Andurien. La ley despojó a todas las provincias excepto el Ducado de Oriente y el Principado de Regulus de su autonomía, sometiéndolas al gobierno del Capitán General. El Addendum a la Incorporación, aprobado en 3037 por insistencia del Capitán General Thomas Marik, eliminó la capacidad del Parlamento de usar las finanzas como una medida para controlar el poder del Capitán General y le dio poder de veto sobre todas las leyes aprobadas por el Parlamento.

### Provincias
El número de provincias dentro de la Liga de Mundos Libres creció dramáticamente desde su fundación, de solo 15 en 2571 a 154 en 3025. Sin embargo, excepto por la expansión a la antigua Hegemonía Terráquea, la mayor parte de este crecimiento se debió a la fragmentación de organizaciones políticas más grandes. La gran mayoría de las provincias tampoco contenía más de uno o dos planetas. En 3067 la Liga había aumentado a 161 provincias, pero en su mayor parte todavía estaba dominada por las principales provincias del reino.
Mancomunidad Marik
Uno de los tres fundadores originales de la Liga, la Mancomunidad Marik es el dominio personal de la Casa Marik y el corazón de la Liga. Su capital, Atreus, sirvió como cuartel general para el ejército y el gobierno federal. a Salvo de los estragos de las guerras de sucesión, la Mancomunidad  Marik se convirtió en la más rica de las provincias, con una economía dinámica y una cultura vibrante. Dentro del Parlamento, la Mancomunidad tiene el número más grande (y más unificado) de diputados. 
Principado de Regulus
El segundo de los miembros fundadores, el Principado de Regulus fue originalmente una alianza mercantil gobernada por la Casa Selaj, hasta que su creciente oposición al gobierno de la Casa Marik, que culminó con su apoyo al grupo terrorista "El Azote de la Muerte", llevó a su deposición forzada por el capitán general Geralk Marik. La posterior Casa gobernante, los Cameron-Jones fueron inicialmente leal a la Casa Marik, aunque con el tiempo ellos también se separaron con el tiempo y los habitantes de Regulus una vez más se hicieron conocidos por su regionalismo. El Principado fue superado solo por la Mancomunidad Marik en términos de producción económica. 
Ducado de Oriente
El Ducado de Oriente fue el tercer fundador de la Liga. Anteriormente era el centro tecnológico e industrial de la Liga, hasta que fue devastado durante las Guerras de Sucesión, especialmente por los ataques de la Confederación de Capela. La Casa Allison una vez gobernó el Ducado hasta que su último heredero murió luchando contra la Casa Liao en 2845; su puesto fue asumido más tarde por  la casa Halas, una familia MechWarrior respaldada por la casa Marik. El deseo de venganza contra los capeleneses a menudo vio a los parlamentarios de Oriente aliarse con los de la Mancomunidad Marik en el Parlamento, aunque juntos no tenían capacidad para emitir un "voto decisivo" para sus propios fines. 
Ducado de Andurien
Una vez que fue un miembro menor de la Liga, el Ducado de Andurien fue dividido al tomar muchos de sus mundos la Confederación de Capela durante la era de la Liga Estelar, solo para renacer durante la Primera Guerra de Sucesión y convertirse en uno de los más fuertes en la Liga de Mundos Libres. Bajo el gobierno títere de la foráneo de la Casa Humphrey y del gobierno federal, los ferozmente independientes Andurianos hicieron su apuesta por la independencia en la Secesión de Andurien. El conflicto de diez años resultó en la reintegración forzosa de la provincia en la Liga y la disolución de sus fuerzas militares, junto con una mayor presencia de operativos SAFE, el servicio de inteligencia de la Liga. 
Otras provincias destacadas
La Comunalidad de Stewart fue el primer estado en ser anexionado por la naciente Liga de Mundos Libres, después de lo cual se convirtió en un firme partidario de Mancomunidad Marik. El Ducado de Graham-Marik también era un aliado incondicional de la Casa Marik, estando emparentado por sangre, y la provincia se creó a partir de una pequeña parte de la Mancomunidad gracias al apoyo de la Casa Graham. El Distrito de Abbey también fue históricamente un aliado de Marik, que saltó a la fama después del descubrimiento de valiosas tierras raras dentro de su territorio, como lo fue el Protectorado Fronterizo (que no debe confundirse con el Protectorado, anteriormente gobernado por Anton Marik hasta que su fallida rebelión causó que la provincia estuviera bajo gobierno federal directo). El Ducado de Tamarind, aunque a menudo se posiciona como un voto decisivo en el Parlamento, era razonablemente aliado con el gobierno de Marik.
Después de los ataques terroritas en el Principado Regulan, se crearon varias provincias nuevas. la Mancomunidad de Rim mantuvo estrechos vínculos con Regulus y fue un oponente frecuente de la casa Marik en el Parlamento. El Principado de Gibson era ardientemente hostil a Regulus, aunque esto se enfrió un poco después del descubrimiento de infiltrados SAFE dentro del gobierno de Gibson. Por el contrario, los Estados Libres de Regulus fueron infiltrados con éxito por agentes del Principado de Regulus, lo que convirtió al gobierno pro-Marik en un ferviente partidario de Regulus.
El Ducado de Orloff fue una vez parte del ducado de Oriente antes de obtener la independencia en una emancipación pacífica y con quien mantuvo relaciones amistosas. La Concordancia Siriana perteneció a la Hegemonía Terráquea hasta su toma durante las Guerras de Sucesión. Si bien tienen fuertes tradiciones democráticas, los parlamentarios de Sirio se pelearon con frecuencia entre sí, impidiendo cualquier tipo de bloque unificado. Tanto las provincias de Sion como Ohrensen se obtuvieron mediante subterfugios a expensas de la Confederación de Capela, aunque en ocasiones se cuestiona su lealtad a la Liga.
Aunque no es exactamente una provincia, Silver Hawks era una coalición de mundos independientes con intereses comunes. Compuesto por Danais, Shiloh, Amity, Callison y Kalidasa, los Silver Hawks votaron con frecuencia como un bloque en el Parlamento, generalmente en oposición a las aventuras militares dirigidas contra la Mancomunidad de Lira y la Confederación de Capela.

## Economía
En el universo ficticio de Battletech, la economía de la Liga de Mundos Libres, históricamente carente de industria pesada, fue definida durante mucho tiempo por su dedicación a la innovación tecnológica y el libre comercio, construida sobre la base del Billete-M. Esta última filosofía estaba en oposición directa a los aranceles y las leyes aduaneras sofocantes de la Alianza Terráqua e inspirada en las obras de Arthur J. Bodhran, cuyo libro Conflict in the Markeplace defendía que un enfoque de laissez-faire podría librar una "guerra económica" de manera más efectiva. que el enfoque militar tradicional para derrotar enemigos. El comercio irrestricto y no regulado en los primeros tiempos de la Liga de Mundos Libres condujo a una economía en auge y una reducción drástica en el número de empresas comerciales a medida que las empresas iban terminado con su competencia, bien por adquisición, por fusiones o por quiebra de los rivales. Las preocupaciones sobre este estado de cosas condujeron a numerosos debates en el Parlamento, aunque todos los intentos de introducir una regulación fueron derrotados.
Después de que la Liga de Mundos Libres conquistó la Magistratura de Canopus durante la Guerra de la Reunificación, invirtió mucho en la reconstrucción de la economía destrozada del estado de la Periferia. La Magistratura le devolvió el favor utilizando su mano de obra más barata y su infraestructura reconstruida para superar a las empresas de la Liga de los Mundos Libres que, combinadas con una economía más fuerte en la Mancomunidad de Lira, hundieron a la Liga en una depresión de diez años. El proteccionismo comenzó a afianzarse en el Parlamento, aunque siguió siendo una minoría en comparación con los defensores del libre comercio. Todo eso cambió en 2622 cuando se publicó el libro Chains of History de Edmund McVey Hassan, argumentando elocuentemente que la actual economía no regulada solo había beneficiado a la élite rica a expensas de las masas. También argumentó que la pertenencia a la Liga Estelar había erosionado la ventaja tecnológica de los Mundos Libres y era una amenaza futura para su identidad política y cultural. De la noche a la mañana, los proteccionistas llegaron al poder en el Parlamento. Al impedir las leyes de la Liga Estelar los aranceles entre los Estados miembros, los proteccionistas lograron crear subsidios, préstamos a bajo interés y otras regulaciones gubernamentales para apoyar los negocios de los Mundos Libres. El control proteccionista en el Parlamento duró una generación antes de fracturarse por los argumentos sobre la planificación financiera a largo plazo.
Las Guerras de Sucesión fueron algo que desconcertó a los comerciantes de los Mundos Libres, cuya mentalidad empresarial y empresarial simplemente no podía comprender que la guerra durara tanto tiempo. La Ley de Proscripción, que prohíbe la venta o importación de muchos bienes de los otros Estados Sucesores, marcó un retorno brusco y drástico de la política económica proteccionista anterior. Muchas empresas comerciales se vieron obligadas a poner fin a todo el comercio exterior, tratar de eludirlo ilegalmente o simplemente cerrar sus operaciones. Una medida de alivio llegó durante la Tercera Guerra de Sucesión cuando se reanudaron las relaciones mercantiles tentativas con los vecinos de la Liga, trayendo divisas muy necesarias en ese momento.
La Cuarta Guerra de Sucesión, y con ella la formación tanto de Mancomunidad Federada por la unión de la Federación de Soles y la Mancomunidad de Lira como de los Acuerdos de Kapteyn, la alianza militar entre el Condominio Draconis, la Confederación de Capela y la propia Liga, amenazó con la ruina de la economía de los Mundos Libres, ya que ambas alianzas eran fuertemente proteccionistas. En cambio, varios factores influyeron en la revitalización y expansión de la economía de los Mundos Libres. En gran parte al quedar la Liga de los Mundos Libres al margen de la Cuarta Guerra de Sucesión y de la Guerra de 3039, la Liga pudo vender sus productos militares a las otras Grandes Casas, que necesitaban desesperadamente reponer sus fuerzas. Incluso la propia Crisis Andurien de la Liga ayudó a estimular el crecimiento económico, no solo en la producción de material de guerra, sino también en inversiones para la reconstrucción posterior. El aumento del poder federal y, con él, las nuevas regulaciones, como el salario mínimo para toda la Liga y las leyes de vacaciones obligatorias, trajeron mayor prosperidad a la Liga y sus ciudadanos. Sin embargo, fue la Invasión de los Clanes la que realmente impulsó la economía, ya que la Liga de Mundos Libres se convirtió en el arsenal que suministró material bélico a los esfuerzos de la Mancomunidad Federada y el Condominio Draconis para resistir a los invasores de los Clanes. Esta política continuó después de que la amenaza de los clanes disminuyera, lo que ayudó a catapultar la economía y elevar el salario promedio de los ciudadanos de la Liga a su nivel más alto desde la era de la Liga Estelar.

### Centros de producción
La Liga de Mundos Libres tradicionalmente se ha quedó atrás con respecto a las otras Grandes Casas en la fabricación de material militar, utilizando el comercio para compensar la diferencia. En 3025, había diecisiete fabricantes de BattleMech dentro de la Liga con líneas de producción completas o parciales en funcionamiento, construyendo aproximadamente 500 'Mechs por año de veinticuatro modelos diferentes, siendo los más comunes los modelos de Stinger, Wasp, Locust, Hermes II, Griffin, Wolverine, Warhammer y Orión. La excepción a esta tendencia fue la industria aeroespacial de la Liga, que le había ayudado a ganarse la reputación de "Puerta de las Estrellas". En 3025, incluso después de la devastación de las tres primeras Guerras de Sucesión, había ocho fábricas diferentes que producían un total de 325 cazas aeroespaciales anualmente y diez astilleros activos capaces de construir naves de descenso y naves de salto a un ritmo de ocho y tres por año respectivamente.
El crecimiento económico del siglo XXXI, especialmente como resultado de la invasión de los Clanes, incrementó enormemente la productividad de las industrias Liga de los Mundos Libres: en 3067, la mitad de toda la producción de BattleMech dentro de la Esfera Interior provenía de los diez principales fabricantes de Mech de la Liga. De manera similar, la industria aeroespacial experimentó una revitalización, volviendo a adquirir la capacidad de reacondicionar y construir naves de guerra por primera vez en siglos. La armada de la Liga de los mundos Libres pasó de diez naves de guerra en 3059 a cuarenta en 3067, lo que la convirtió en la de más rápido crecimiento en la Esfera Interior y numéricamente superior a cualquier otro Estado Sucesor.

## Cultura y sociedad
A diferencia de los otros Estados Sucesores, no existe una cultura global basada en la Tierra que defina a la Liga de Mundos Libres. En cambio, la Liga está compuesta por una amplia gama de pueblos y tradiciones, desde Europa del Este hasta la India, con la expectativa de tolerancia para diferentes puntos de vista. Aunque el inglés y la lengua franca de la Liga son los idiomas oficiales, muchos otros se hablan ampliamente en todo el reino, incluidos el checo, el árabe y el urdu. Esta mezcla de culturas ha permitido mayores expresiones de individualidad y consideración de diferentes formas de pensar entre la población, al mismo tiempo que ha conducido a una mayor desunión y ha obstaculizado la capacidad de reunirse rápidamente hacia un propósito común.
Si se dice que hay una cultura subyacente al estado, es su espíritu emprendedor; un estereotipo popular dice que la gente de la Liga de Mundos Libres tiene problemas para adoptar filosofías que no pueden expresarse en términos de ingresos y costos. La creencia en el libre mercado y en que cualquier persona podía "lograrlo" formó la base de la Liga, que aparentemente estaba justificada dada la prosperidad de la era de la Liga Estelar. El inicio de las Guerras de Sucesión fue un duro golpe para las creencias más utópicas sobre la capacidad del libre mercado para resolver cualquier problema, aunque no extinguió por completo el espíritu.
Un trasfondo más sorprendente en la sociedad de la Liga es la discriminación contra las mejoras biónicas. Si bien los órganos de reemplazo y las extremidades debido a una lesión son ampliamente aceptados por todos, excepto por los más fanáticos, aquellos que intentan mejorar el cuerpo humano se enfrentan a la intolerancia e incluso a la violencia. Parte de esta discriminación proviene de la cuestión moral de cuánto una persona puede reemplazarse a sí misma antes de que la condición humana ya no se le aplique. Otra parte de este rechazo tiene que ver con el hecho de que la cirugía de reemplazo biónico se limita en gran medida a los ricos, lo que crea una mayor separación entre los que "tienen" y los que "no tienen". Las actitudes hacia la biónica varían de un mundo a otro: desde la tolerancia hacia todas las mejoras, excepto las más visibles, hasta la hostilidad abierta incluso ante la sospecha de mejora.